# Callopistria trinitensis
Callopistria trinitensis är en fjärilsart som beskrevs av George Francis Hampson 1908. Callopistria trinitensis ingår i släktet Callopistria och familjen nattflyn. Inga underarter finns listade i Catalogue of Life.